# Schloss Sandhorst

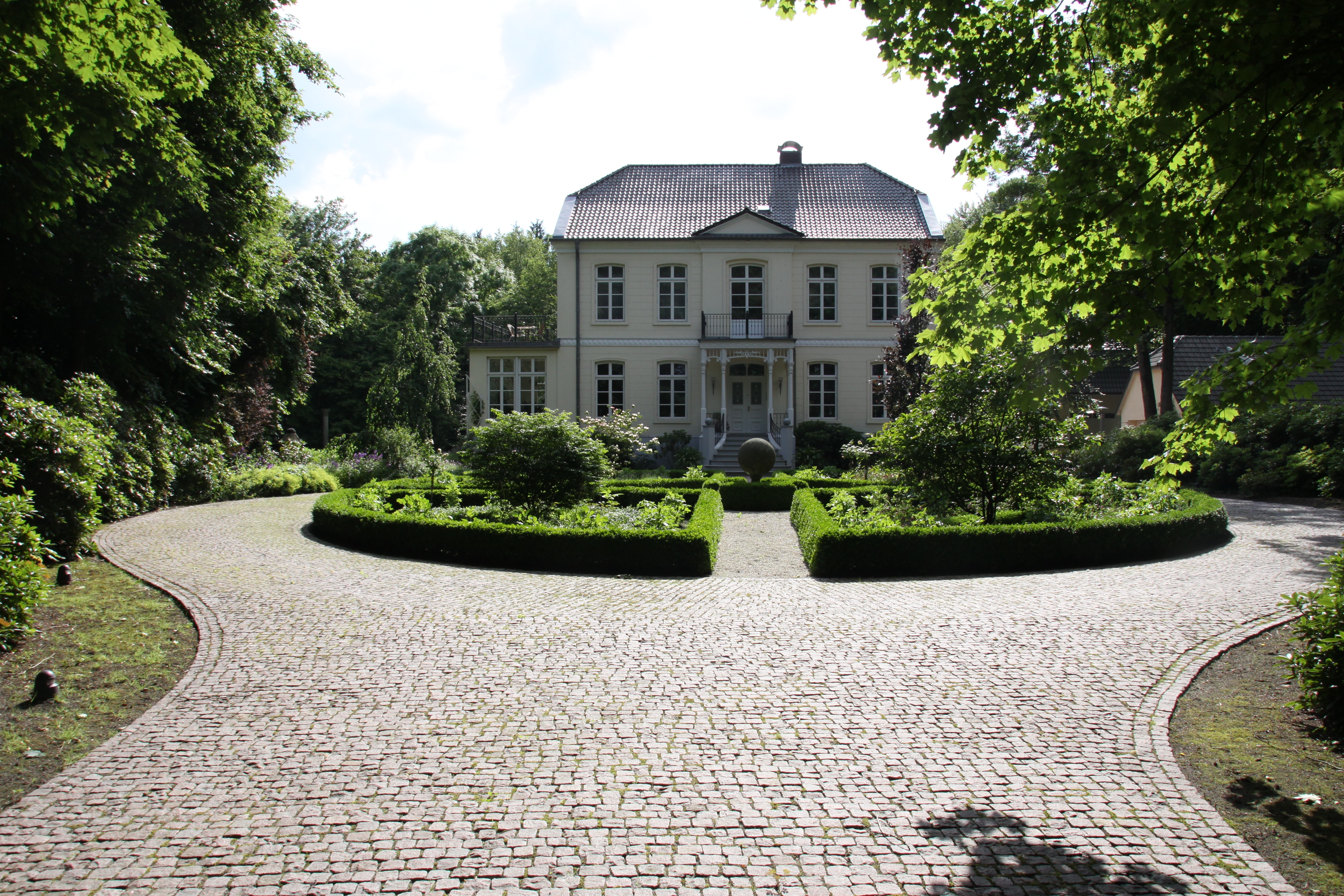
Schloss Sandhorst (Nachfolgebau)

Schloss Sandhorst im Auricher Ortsteil Sandhorst wurde in den Jahren 1647/48 vom ostfriesischen Grafen Ulrich II. als Lustschloss für seine Frau, Juliane von Hessen-Darmstadt errichtet. Ein Nachfolgebau dient heute als Gästehaus der Firma Enercon.

## Geschichte
Das Areal, auf dem später das Schloss errichtet wurde, war im Jahre 1612 durch Kauf in den Besitz des ostfriesischen Kanzlers Dothias Wiarda gelangt. Er errichtete darauf seine Sommerwohnung. Nach seinem Tod kaufte Ulrich II. 1647 den Erben das Gelände ab und ließ im Folgejahr noch während der Wirren des Dreißigjährigen Krieges für seine Gemahlin Juliane ein Lustschloß errichten. Es bestand aus einem Haupt- und zwei Nebenflügeln und enthielt auch eine Kapelle, für die Jost Sieburg eine Orgel erbaute. Um die Gebäude herum wurde ein Landschaftspark angelegt. Das Schloss diente mehrfach als Witwensitz und Sommerresidenz der Cirksena.
Im 18. Jahrhundert wurde das Schloss Namensgeber der Familie von Sandhorst: Nach dem Tod der ersten Frau heiratet Fürst Christian Eberhard im Jahre 1701 in Morganatischer Ehe die Oberförsterstochter Anna Juliana von Kleinau (1674–1727), die den Titel Frau von Sandhorst erhielt. Die drei Kinder aus dieser Ehe führten den Namen von Sandhorst. Nach dem Tod Christian Eberhards war das Schloss Witwensitz von Juliane. Am 12. Juni 1734 starb der vorletzte einheimische Fürst, Georg Albrecht in Sandhorst. Der Fürst war bereits vom Tode gezeichnet, als er aus Gründen der Hofraison nach Sandhorst geschleppt wurde, um dort zu verscheiden. Nach dem Aussterben der Cirksena und dem folgenden Machtantritt der Preußen im Jahre 1744 gab es keine Verwendung mehr für den Witwensitz. So verfiel das Schloss immer mehr. Der Großteil wurde 1764 abgebrochen und das Inventar versteigert. 
Übrig blieb ein Nebenflügel, der im 19. Jahrhundert in den Besitz der Familie Kempe gelangte. Diese ließ die letzten Reste des alten Cirksena-Schlößchens in Sandhorst bei Aurich abbrechen und erbaute auf den Kellergewölben des ehemaligen Südflügels das heute noch bestehende Gebäude. Es wurde 1976 renoviert und später von Enercon erworben. Seither dient es dem Unternehmen als Gästehaus.